# Russells Point, Ohio
Russells Point là một làng thuộc quận Logan, tiểu bang Ohio, Hoa Kỳ. Năm 2010, dân số của làng này là 1391 người.

## Dân số
- Dân số năm 2000: 1619 người.
- Dân số năm 2010: 1391 người.